# Carnival Corporation & plc
A Carnival Corporation & plc egy brit-amerikai hajózási társaság, jelenleg a világ legnagyobb hajós szolgáltató cége, 10 hajótársaság-márkával, és azok több mint 100 hajóból álló flottájával. Kettős tőzsdén jegyzett, a Carnival két társaságból áll: a Panamában bejegyzett, amerikai központú Carnival Corporation és az Egyesült Királyságban működő Carnival plc, amelyek egy egységként működnek. A Carnival Corporation a New York-i tőzsdén, míg a Carnival plc a londoni tőzsdén jegyzett, a Carnival plc részvényeit képviselő ADR-ek a New York-i tőzsdén állnak rendelkezésre. A Carnival szerepel az S&P 500 és az FTSE 250 indexekben is.
A Carnival Corporation amerikai szervezet székhelye az Egyesült Államokban található, működési központja a floridai Doral városában található. Az Egyesült Királyságban működő Carnival plc székhelye Southampton.

## Története
A Carnival Corporation 1972-ben alakult Carnival Cruise Line néven. A társaság az 1970-es és 1980-as években folyamatosan növekedett, és 1987-ben nyilvános ajánlatot tett a New York-i Értéktőzsdén. A keletkezett tőkét felvásárlások finanszírozására használták fel. 1989 és 1999 között a társaság felvásárolta a Holland America Line-t, a Windstar Cruisest, a Westourst, a Seabourn Cruise Line-t, a Costa Cruisest és a Cunard Line-t. A Carnival Corporation nevet 1993-ban fogadták el, hogy megkülönböztessék az anyavállalatot a tengerjáró hajótársaság leányvállalatától.
A Princess Cruises plc 2000-ben alakult, a P&O csoport szétválását követően. A P&O 1837-ben Angliában Peninsular and Oriental Steam Navigation Company néven indult, és a világ első kereskedelmi hajóit üzemeltette. A P&O csoport átszervezése a 20. században oda vezetett, hogy a hajózási tevékenységét P&O Cruises és P&O Cruises Australia néven nevezték el, a cég 1974-ben felvásárolta a Princess Cruisest. A 2000-es szétválasztást követően a vállalat felvásárolta az AIDA Cruisest, valamint megalapította az A'Rosa Cruises és az Ocean Village márkákat.
2003-ban a Carnival Corporation felvásárolta a P&O Princess Cruises plc-t. Megállapodás született arról, hogy a P&O Princess Cruises plc továbbra is külön társaság marad, amelyet a londoni tőzsdén jegyeznek, és megtartja brit részvényesi testületét és vezetői csapatát. A társaságot Carnival plc névre keresztelték, a két vállalat működése egy egységbe olvadt össze. A Carnival Corporation és a Carnival plc közösen birtokolja a Carnival csoport összes működő vállalatát. A Carnival Corporation felvásárlása előtt a P&O Princess Cruises plc beleegyezett az egyesülésbe a Royal Caribbean Cruises Ltd-vel. Az ügy akkor bontakozott ki, amikor a Carnival Corporation ellenséges hatalomátvételt kezdeményezett, jobb feltételekkel a brit részvényesek számára.
A Carnival 2007 februárjában eladta a Windstar Cruisest az Ambassadors Groupnak, a Swan Hellenicet pedig a Lord Sterlingnek.
2015 októberében megalakult a CSSC Carnival Cruise Shipping, a Carnival, a China Investment Corporation és a China State Shipbuilding Corporation közös vállalata, amely működését 2019-ben kezdte meg.
2018 márciusában a Carnival Corporation bejelentette, hogy befektetni kíván egy új terminál építésébe a japán Sasebo kikötőjében.
2018 júniusában a Carnival Corporation bejelentette, hogy 290 millió dollárért megvásárolta a White Pass és a Yukon Route-ot a TWC Enterprises Limitedtől. A megvásárolt ingatlanok kikötői, vasúti és kiskereskedelmi tevékenységek voltak az alaszkai Skagwayben.

## A Covid19-járvány hatásai
A világjárvány miatt 2020 márciusában törölték a tengerjáró hajók összes útvonalát, és végül a Carnival Corporation & plc tulajdonában lévő hajók 55 utasnak jelentették a halálát. Hónapok óta tartó törölt hajóutak után a Carnival Corporation & plc 2020 szeptemberében bejelentette, hogy 18 hajót szándékozik elidegeníteni, ami a globális flotta teljes 12%-a. Ekkor már öt hajót selejteztek: a Carnival Fantasyt, a Carnival Fascinationt, a Carnival Imaginationt, a Carnival Inspirationt és a Costa Victoriát. A vállalat azt is bejelentette, hogy késlelteti több, már megrendelt hajó leszállítását. Ezek a lépések a vállalat költségcsökkentési tervének részét képezték, ami azért fontos, mert a "vendégműveletek szüneteltetése továbbra is lényeges negatív hatást gyakorol a vállalat üzleti tevékenységének minden aspektusára, beleértve a vállalat likviditását, pénzügyi helyzetét és működési eredményeit". A korrigált nettó veszteséget a harmadik negyedévben a Társaság 1,7 milliárd dollár értékben jelentette az Egyesült Államok Értékpapír- és Tőzsdebizottságának.
2020 szeptemberétől a Járványügyi Központ vitorlázási tilalma legkorábban 2020. október 31-ig tiltotta a hajózást az Egyesült Államokban. A Cruise Lines International Association tagjai, köztük a Carnival Corporation & plc, augusztus elején bejelentették, hogy tagjai október 31-ig meghosszabbítják az önkéntes felfüggesztést. Ez azokra a hajóutakra vonatkozott, amelyeknek az USA-ból kellett indulniuk, vagy az Egyesült Államok kikötőjében akartak megállni.
2020 novemberében a vezérigazgató kijelentette, hogy bízik abban, hogy "az univerzális tesztelés, amely más méretgazdaságban nem létezik", elősegíti a tengerjáró ipar elindítását.
A társaság 2021. január 11-én közzétett negyedik negyedévi (2020. november 30-án záruló) pénzügyi kimutatása szerint a korábban tervezett 18 mellett egy további hajót is el kell adni. A Carnival Corporation kiváló pénzbeli helyzetben volt, 9,5 milliárd dollárral, de a negyedévben 1,9 milliárd dolláros korrigált nettó veszteséget szenvedett.

## Aktuális műveletek
A Carnival csoport kilenc tengerjáró márkát és egy cruise experience márkát foglal magában, amelyek 91 hajóból álló flottát üzemeltetnek.
A következő működő vállalatok teljes körű vezetői jogkörrel rendelkeznek a portfóliójukban lévő Carnival márkák felett, kivéve a CSSC Carnival Cruise Shipping szolgáltatást, amelyet 40%-ban ellenőriznek.

### Carnival of the Americas
- Carnival Cruise Line – központja Miami, Florida, USA
  - White Pass ans Yukon Route[26][27]

### Carnival United Kingdom
- P&O Cruises – központja Southampton, Egyesült Királyság
- Cunard Line – központja Southampton, Egyesült Királyság

### Holland America Group
- Holland America Line – központja Seattle, Washington, Egyesült Államok
- Princess Cruises – központja Santa Clarita, Kalifornia, Egyesült Államok
- Seabourn Cruise Line – központja Seattle, Washington, Egyesült Államok
- P&O Cruises Australia – központja Sydney, Ausztrália

### Carnival Australia
- Carnival Cruise Line Australia – központja Sydney, Ausztrália

### Carnival China
- Carnival Cruise Shipping – központja Hongkong, Kína

### Costa Group
- Costa Cruises – központja Genova, Olaszország
- AIDA Cruises – központja Rostock, Németország

## Flotta

### Jelenlegi flotta
| Hajó                  | Osztály          | Épült        | Építő                                | Bruttó tonna  |
| AIDA Cruises          | AIDA Cruises     | AIDA Cruises | AIDA Cruises                         | AIDA Cruises  |
| --------------------- | ---------------- | ------------ | ------------------------------------ | ------------- |
| AIDAmira              | Mistral          | 1999         | Chantiers de l'Atlantique            | 48 200 tonna  |
| AIDAvita              | -                | 2002         | Aker MTW                             | 42 289 tonna  |
| AIDAaura              | -                | 2003         | Aker MTW                             | 42 289 tonna  |
| AIDAdiva              | Sphinx           | 2007         | Meyer Werft                          | 69 203 tonna  |
| AIDAbella             | Sphinx           | 2008         | Meyer Werft                          | 69 203 tonna  |
| AIDAluna              | Sphinx           | 2009         | Meyer Werft                          | 69 203 tonna  |
| AIDAblu               | Sphinx           | 2010         | Meyer Werft                          | 71 304 tonna  |
| AIDAsol               | Sphinx           | 2011         | Meyer Werft                          | 71 304 tonna  |
| AIDAmar               | Sphinx           | 2012         | Meyer Werft                          | 71 304 tonna  |
| AIDAstella            | Sphinx           | 2013         | Meyer Werft                          | 71 304 tonna  |
| AIDAprima             | Hyperion         | 2016         | Mitsubishi                           | 125 572 tonna |
| AIDAperla             | Hyperion         | 2017         | Mitsubishi                           | 125 572 tonna |
| AIDAnova              | Excellence       | 2018         | Meyer Werft                          | 183 858 tonna |
| Carnival Cruise Line  |                  |              |                                      |               |
| Carnival Ecstasy      | Fantasy          | 1991         | Kvaerner Masa-Yards                  | 70 367 tonna  |
| Carnival Sensation    | Fantasy          | 1993         | Kvaerner Masa-Yards                  | 70 367 tonna  |
| Carnival Elation      | Fantasy          | 1998         | Kvaerner Masa-Yards                  | 71 909 tonna  |
| Carnival Paradise     | Fantasy          | 1988         | Kvaerner Masa-Yards                  | 71 909 tonna  |
| Carnival Spirit       | Spirit           | 2001         | Kvaerner Masa-Yards                  | 88 500 tonna  |
| Carnival Pride        | Spirit           | 2002         | Kvaerner Masa-Yards                  | 88 500 tonna  |
| Carnival Legend       | Spirit           | 2002         | Kvaerner Masa-Yards                  | 88 500 tonna  |
| Carnival Miracle      | Spirit           | 2004         | Kvaerner Masa-Yards                  | 88 500 tonna  |
| Carnival Conquest     | Conquest         | 2002         | Fincantieri                          | 110 000 tonna |
| Carnival Glory        | Conquest         | 2003         | Fincantieri                          | 110 000 tonna |
| Carnival Valor        | Conquest         | 2004         | Fincantieri                          | 110 000 tonna |
| Carnival Liberty      | Conquest         | 2005         | Fincantieri                          | 110 000 tonna |
| Carnival Freedom      | Conquest         | 2007         | Fincantieri                          | 110 000 tonna |
| Carnival Splendor     | Splendor         | 2008         | Fincantieri                          | 113 300 tonna |
| Carnival Dream        | Dream            | 2009         | Fincantieri                          | 128 000 tonna |
| Carnival Magic        | Dream            | 2011         | Fincantieri                          | 128 000 tonna |
| Carnival Breeze       | Dream            | 2012         | Fincantieri                          | 128 000 tonna |
| Carnival Sunshine     | Sunshine         | 2013         | Fincantieri                          | 102 853 tonna |
| Carnival Sunrise      | Sunshine         | 2019         | Fincantieri                          | 101 509 tonna |
| Carnival Radiance     | Sunshine         | 2021         | Fincantieri                          | 101 509 tonna |
| Carnival Vista        | Vista            | 2016         | Fincantieri                          | 133 596 tonna |
| Carnival Horizon      | Vista            | 2018         | Fincantieri                          | 133 596 tonna |
| Carnival Panorama     | Vista            | 2019         | Fincantieri                          | 133 868 tonna |
| Mardi Gras            | Excel            | 2021         | Meyer Turku                          | 181 808 tonna |
| Carnival CSSC         |                  |              |                                      |               |
| Costa Atlantica       | Atlantica        | 2000         | Kvaerner Masa-Yards                  | 85 619 tonna  |
| Costa Cruises         |                  |              |                                      |               |
| Costa Mediterranea    | Atlantica        | 2003         | Kvaerner Masa-Yards                  | 85 619 tonna  |
| Costa Fortuna         | Fortuna          | 2003         | Fincantieri                          | 102 587 tonna |
| Costa Magica          | Fortuna          | 2004         | Fincantieri                          | 102 587 tonna |
| Costa Serena          | Concordia        | 2007         | Fincantieri                          | 114 500 tonna |
| Costa Pacifica        | Concordia        | 2009         | Fincantieri                          | 114 500 tonna |
| Costa Favolosa        | Concordia        | 2011         | Fincantieri                          | 114 500 tonna |
| Costa Fascinosa       | Concordia        | 2012         | Fincantieri                          | 114 500 tonna |
| Costa Luminosa        | Luminosa         | 2009         | Fincantieri                          | 92 720 tonna  |
| Costa Deliziosa       | Luminosa         | 2010         | Fincantieri                          | 92 720 tonna  |
| Costa Diadema         | Diadema          | 2014         | Fincantieri                          | 133 019       |
| Costa Venezia         | Venezia          | 2019         | Fincantieri                          | 135 225 tonna |
| Costa Firenze         | Venezia          | 2020         | Fincantieri                          | 135 500 tonna |
| Costa Smeralda        | Excellence       | 2019         | Meyer Turku                          | 185 010 tonna |
| Cunard Line           |                  |              |                                      |               |
| Queen Mary 2          | -                | 2003         | STX Europe/Chantiers de l'Atlantique | 149 215 tonna |
| Queen Victoria        | Vista            | 2007         | Fincantieri                          | 90 049 tonna  |
| Queen Elizabeth       | Vista            | 2010         | Fincantieri                          | 90 901 tonna  |
| Holland America Line  |                  |              |                                      |               |
| Volendam              | Rotterdam (R)    | 1999         | Fincantieri                          | 61 214 tonna  |
| Zaandam               | Rotterdam (R)    | 2000         | Fincantieri                          | 61 396 tonna  |
| Zuiderdam             | Vista (V)        | 2002         | Fincantieri                          | 82 305 tonna  |
| Oosterdam             | Vista (V)        | 2003         | Fincantieri                          | 82 305 tonna  |
| Westerdam             | Vista (V)        | 2004         | Fincantieri                          | 82 305 tonna  |
| Noordam               | Vista (V)        | 2006         | Fincantieri                          | 82 318 tonna  |
| Eurodam               | Signature        | 2008         | Fincantieri                          | 86 273 tonna  |
| Nieuw Amsterdam       | Signature        | 2010         | Fincantieri                          | 86 700 tonna  |
| Koningsdam            | Pinnacle         | 2016         | Fincantieri                          | 99 863 tonna  |
| Nieuw Statendam       | Pinnacle         | 2018         | Fincantieri                          | 99 863 tonna  |
| Rotterdam             | Pinnacle         | 2021         | Fincantieri                          | 99 863 tonna  |
| P&O Cruises           |                  |              |                                      |               |
| Aurora                | -                | 2000         | Meyer Werft                          | 76 152 tonna  |
| Arcadia               | Vista            | 2005         | Fincantieri                          | 84 342 tonna  |
| Ventura               | Grand            | 2008         | Fincantieri                          | 116 017 tonna |
| Azura                 | Ventura          | 2010         | Fincantieri                          | 115 055 tonna |
| Britannia             | Royal            | 2015         | Fincantieri                          | 143 730 tonna |
| Iona                  | Excellence       | 2020         | Meyer Werft                          | 184 089 tonna |
| P&O Cruises Australia |                  |              |                                      |               |
| Pacific Explorer      | Sun              | 1997         | Fincantieri                          | 77 499 tonna  |
| Pacific Adventure     | Grand            | 2001         | Fincantieri                          | 108 865 tonna |
| Pacific Encounter     | Grand            | 2002         | Fincantieri                          | 108 977 tonna |
| Princess Cruises      |                  |              |                                      |               |
| Royal Princess        | Royal            | 2013         | Fincantieri                          | 142 229 tonna |
| Regal Princess        | Royal            | 2014         | Fincantieri                          | 142 229 tonna |
| Majestic Princess     | Royal            | 2017         | Fincantieri                          | 143 700 tonna |
| Sky Princess          | Royal            | 2019         | Fincantieri                          | 145 281 tonna |
| Enchanted Princess    | Royal            | 2020         | Fincantieri                          | 145 500 tonna |
| Grand Princess        | Grand            | 1998         | Fincantieri                          | 107 517 tonna |
| Diamond Princess      | Grand            | 2004         | Mitsubishi                           | 115 875 tonna |
| Sapphire Princess     | Grand            | 2004         | Mitsubishi                           | 115 875 tonna |
| Caribbean Princess    | Grand            | 2004         | Fincantieri                          | 112 894 tonna |
| Crown Princess        | Grand            | 2006         | Fincantieri                          | 113 561 tonna |
| Emerald Princess      | Grand            | 2007         | Fincantieri                          | 113 561 tonna |
| Ruby Princess         | Grand            | 2008         | Fincantieri                          | 113 561 tonna |
| Coral Princess        | Coral            | 2002         | Chantiers de l'Atlantique            | 91 627 tonna  |
| Island Princess       | Coral            | 2003         | Chantiers de l'Atlantique            | 91 627 tonna  |
| Seabourn Cruise Line  |                  |              |                                      |               |
| Seabourn Odyssey      | Seabourn Odyssey | 2009         | T. Mariotti                          | 32 346 tonna  |
| Seabourn Sojourn      | Seabourn Odyssey | 2010         | T. Mariotti                          | 32 346 tonna  |
| Seabourn Quest        | Seabourn Odyssey | 2011         | T. Mariotti                          | 32 348 tonna  |
| Seabourn Encore       | Encore           | 2016         | Fincantieri                          | 41 865 tonna  |
| Seabourn Ovation      | Encore           | 2018         | Fincantieri                          | 41 865 tonna  |

### Jövőbeli hajók
| Hajó                 | Társaság             | Osztály    | Építő       | Tervezett átadás | Bruttó tonna  |
| -------------------- | -------------------- | ---------- | ----------- | ---------------- | ------------- |
| AIDAcosma            | AIDA Cruises         | Excellence | Meyer Werft | 2021             | 183 900 tonna |
| Costa Toscana        | Costa Cruises        | Excellence | Meyer Turku | 2021 decembere   | 183 900 tonna |
| Carnival Celebration | Carnival Cruise Line | Excellence | Meyer Turku | 2022             | 180 000 tonna |
| TBA                  | Carnival Cruise Line | ?          | ?           | 2022 ősze        | ?             |
| TBA                  | Carnival Cruise Line | ?          | ?           | 2023 nyara       | ?             |
| Arvia                | P&O Cruises          | Excellence | Meyer Werft | 2022             | 180 000 tonna |
| Discovery Princess   | Princess Cruises     | Royal      | Fincantieri | 2021 novembere   | 145 000 tonna |
| Seabourn Venture     | Seabourn Cruise Line | Mega Yacht | T. Mariotti | 2022 áprilisa    | 23 000 tonna  |

## Márkák és hajók

### AIDA Cruises
Az AIDA Cruises a Deutsche Seereederei állami hajózási konglomerátumtól származik, amelyet 1952-ben alapítottak a németországi Rostockban. A társaság a hatvanas években lépett be a tengerjárópiacra, de Németország 1990 es egyesülése után a céget privatizálták, és személyszállító hajóit a Deutsche Seetouristik vásárolta meg. 1996-ban a társaság elindította első új AIDA tengerjáró hajóját, de miután nem ért el nyereséget, a hajót eladták a Norwegian Cruise Line-nak, chartermegállapodás alapján folytatva működését. 1999-ben a Deutsche Seetouristikot felvásárolta a brit P&O hajózási társaság, az AIDA nevet visszavásárolták az NCL-től. Ezt követően a P&O leányvállalattá alakította az AIDA Cruisest, két új hajóval flottát alakítottak ki. Az AIDA-t átnevezték AIDAcarára, az AIDAvita és az AIDAaura 2002-ben, illetve 2003-ban indult.

### Carnival Cruise Line
A Carnival Cruise Line-t 1972-ben alapította az American International Travel Service (AITS) leányvállalata, Ted Arison és Meshulam Riklis. A növekvő adósságok miatt Riklis 1974-ben 1 dollárért eladta a társaságban lévő részesedését Arisonnak. A meglévő hajók felvásárlásával azonban a társaság tovább nőtt, és 1980-ban a Carnival elrendelte első új jutalékát, a Tropicale-t, amelyet 1981/2-ben fejeztek be. Az 1980-as években három további hajót helyeztek üzembe, a Holiday (1985), a Jubilee (1986) és a Celebration (1987). 1987-ben a Carnival befejezte a New York-i Értéktőzsdén a törzsrészvények 20 százalékának kezdeti nyilvános kibocsátását, és mintegy 400 millió dolláros tőkével gazdagodott. A felvett tőkét felvásárlások finanszírozására használták fel, ezért 1993-ban az üzletet holdingtársasággá alakították át, Carnival Corporation néven, a Carnival Cruise Line lett a fő leányvállalata.

### Costa Cruises
A Costa Cruises egy teherhajózási társaságtól származik, amelyet Giacomo Costa fu Andrea alapított az olaszországi Genovában 1854-ben. Az 1920-as évekre ismertebb nevén Costa Line vagy C Line, első utasszállítója a Maria C volt, egy amerikai haditengerészeti rakodóhajó, amelyet részben személyszállításra alakítottak át, és 1947 és 1953 között különböző útvonalakkal szolgált Észak- és Dél-Amerikában. A cég első dedikált személyszállító hajója az Anna C volt, egy teherhajó, amelyet a királyi haditengerészet használt, és szállítóhajóként újratelepítették, mielőtt kereskedelmi használatra visszatért. A Costa 1947-ben vásárolta meg a hajót, és 1948-tól Olaszország és Dél-Amerika között üzemelt, később teljes munkaidős körutazásra váltott, és 1971-ig szolgált a társaságnál. A hatvanas évek végétől a nyolcvanas évekig a Costa gyorsan fejlesztette utasszállítását, amit ma modern tengerjáró hajókként ismerünk el. Ezt követően, 1987-ben a tengerjáró hajók üzemeltetését egy új társaságba, a Costa Cruises-ba tömörítette, amely csúcspontján a világ legnagyobb tengerjáróhajó-üzemeltetője volt. A Costa Cruises Carnival Corporation általi felvásárlása 1997-ben kezdődött, a Carnival és az Airtours brit utazásszervező közötti 50/50-es üzletként. 2012. január 13-án a Costa Concordia, a társaság által üzemeltetett hajó egy víz alatti sziklának ütközött és zátonyra futott a toszkánai Isola del Giglio-nál. A baleset 32 halálos áldozatot követelt, köztük a magyar hegedűművészt, Fehér Sándort. A vizsgálatok bebizonyították, hogy a kapitány és az általános rossz szervezés felelős a katasztrófáért, a céget megbírságolták.

### Carnival CSSC
A CSSC Carnival Cruise Shipping (Carnival China) egy kínai-amerikai hajótársaság, amely 2019-ben kezdte meg működését. A CSSC Carnivalt 2015 októberében alapították közös vállalkozásként, körülbelül négymilliárd dollár értékben tíz év alatt, az amerikai Carnival Corporation & plc hajótársaság, a kínai szuverén vagyonalap, a China Investment Corporation és a kínai hajóépítő China State Shipbuilding Corporation (CSSC) között. A CSSC Carnival székhelye Hongkongban van, és többségi tulajdonában vannak a kínai részvényesek, akik együttesen a társaság 60%-át birtokolják, a többi pedig a Carnival birtokában van.

### Cunard Line
A Carnival csoport második legrégebbi márkája a P&O után, a Cunard Line 1840-ben jött létre, és 2020-ban ünnepelte 180. évfordulóját. Samuel Cunard alapította, aki 1837-ben elnyerte az első transz-atlanti postai szerződést, és 1840-ben létrehozta a brit és észak-amerikai Royal Mail Steam-Packet Companyt. Miután kezdetben uralta a transzatlanti útvonalat, az új tőke igénye miatt a társaság 1879-ben Cunard Steamship Company Ltd néven alakult át. Az 1900-as évek elején fokozódott a verseny a gyorsaságért, különösen Németország részéről, ami miatt a brit kormány támogatta Mauretania és Lusitania építését, amelyek megnyerték a Kék Ribandot. A verseny azonban tovább nőtt, és az 1930-as évek elejére a Cunard pénzügyi nehézségekkel küzdött. A további állami támogatás biztosítása érdekében beleegyezett abba, hogy egyesül fő riválisával, a White Star Line-nal, és 1934-ben megalapult a Cunard-White Star Line. A Cunard később 1947-ben megvásárolta a fennmaradó White Star részvényeket, 1949-ben visszatért a Cunard Line névre. A Cunard 1971-ig folytatta önálló működését, amikor a Trafalgar House konglomerátum megvásárolta, amelyet 1996-ban a norvég Kværner cég vett át 1998-ban a Carnival Corporation megvásárolta a Cunard irányító részesedését, és 1999-ben befejezte az akvizíciót, hogy egyedüli részvényes legyen. Azóta a Cunard a Carnival egyik legjelentősebb márkája a híres és népszerű Queen Elizabeth 2-val, és a világ legnagyobb transzatlanti óceánjárójának, a Queen Mary 2-nek a fejlesztésével, amely továbbra is a flotta zászlóshajója.

### Holland America Line
A Holland America Line Plate, Reuchlin & Company néven jött létre, amelyet 1871-ben alapítottak Rotterdamban, Hollandiában. A kezdetben a túlélésért küzdő társaság 1873-ban tőzsdére lépett, és átnevezték Nederlandsch Amerikaansche Stoomvaart Maatschappij-ra (NASM). A társaság gyorsan növekedett az első években, több új hajót is megvásárolt, köztük az SS Rotterdamot, amely 1895-ben a társaság első utasszállító-hajóját jelentette. A cég gyorsan ismertté vált rövidített angol nevén, a Holland America Line-on. Az 1900-as években, a cég elválasztotta a teher- és személyszállító műveleteket. A könnyebb beazonosítás miatt a társaság összes utasszállító-hajója azonos végződést kapott: dam (gát). Ez a hagyomány a mai napig fennáll. A konténerszállítás 1960-as évekbeli fejlődése arra kényszerítette a vállalatot, hogy döntést hozzon az új teherhajókba vagy a tengerjáró hajókba történő befektetések között. A társaság végül eladta teherhajóit, és 1973-tól kizárólag üdülő-hajótársaság lett. A Holland America a nyolcvanas években is jól fejlődött, és a Westours, a Windstar Cruises és a Home Lines felvásárlásával megszilárdította tevékenységét. 1989-ben azonban maga is akvizíció tárgyát képezte, amikor a Carnival Corporation teljes egészében megvásárolta.

### P&O Cruises
A P&O Cruises eredetileg a brit P&O hajózási társaság leányvállalata volt, és a P&O működésének 1977-es átalakítása során alapították. A P&O Cruises Australia, a szintén a P&O által alapított testvérvállalata mellett a hajóutak legrégebbi örökségével rendelkezik, mely a P&O 1837-től működő utasszállítási tevékenységéből származik. A P&O Cruises 2000-ben divesztált a P&O csoporttól, és a P&O Princess Cruises leányvállalatává vált, mielőtt a P&O Princess Cruises és a Carnival Corporation egyesülését követően 2003-ban a Carnival Corporation & plc tulajdonába került. Abban az időben a P&O Cruises és a Princess Cruises szétváltak: a Princess Cruises a Corporation oldalára költözött, a Cunard pedig egyesült a P&O Cruiseszal, hogy a Carnival UK legyen. A P&O Cruises székhelye az angliai Southamptonban van, és hat hajóból álló flottát üzemeltet, amelyek a brit piacot szolgálják ki.

### Korábbi márkák
- A'Rosa Cruises – A P&O Princess alapította 2001-ben, eladták a 2003-as Carnival egyesülést követően.
- Fathom – A Carnival Corporation alapította 2015-ben. 2017-ben befejezte a körutazást. Funkciói 2018 végéig csak turnécsoportként működtek.
- Fiesta Marina Cruises – A Carnival Corp alapította 1993-ban, 1994-ben felszámolták. Az egyetlen hajóját eladták az Epirotiki Line-nak.
- Ibero Cruises – A Carnival Corp alapította 2003-ban, 2014-ben felszámolták. Hajóit a Costa Cruises és a Cruise & Maritime Voyages örökölte.
- Ocean Village – A P&O Princess alapította 2003-ban, 2010-ben felszámolták, a hajót átadták a P&O Cruises Australiának.
- Swan Hellenic – 1983 óta a P&O Princess leányvállalata, 2007-ben felszámolták, hajóját a Princess Cruises örökölte.
- Windstar Cruises – 1989 óta a Carnival leányvállalata, 2007-ben eladták az Ambassadors Internationalnek.

## A környezetvédelmi törvények megsértése
2002-ben a Carnival Corporation bűnösnek vallotta magát az Egyesült Államok miami járásbíróságán büntetőjogi vádakkal, amelyek az olajos, szennyezett fenékvíz nyilvántartásainak meghamisításával kapcsolatosak, amelyeket hat hajója dobott a tengerbe 1996 és 2001 között. A Carnival Corporationt 18 millió dollár bírság megfizetésére és közösségi munkára kötelezték, öt év próbaidőre ítélték, és be kell nyújtania a bíróság által felügyelt világméretű környezetvédelmi programot minden hajójára vonatkozóan.
A Princess Cruise Linest 2016-ban 40 millió dollár pénzbírsággal sújtották az olajozott hulladékok tengerbe dobása és elfedése miatt. A szövetségi hatóságok szerint ez volt a valaha volt legnagyobb büntetőjogi bírság, melyet hajók általi szándékos szennyezésért kiszabtak. A tisztviselők elmondták, hogy ezek a gyakorlatok 2005-ben kezdődtek és 2013 augusztusáig tartottak, amikor egy újonnan felvett mérnök fújta a sípot. A jogalapja keretében a Carnival Cruise Lines anyavállalat hajóit öt évig bírósági felügyelet alatt álló környezetvédelmi tervnek vetették alá.
A 2016-os próbaidő feltételének megsértése miatt a Carnival és Princess társaságokat 2019-ben további 20 millió dollár büntetés megfizetésére kötelezték. Az új szabálysértések között szerepelt műanyag Bahama-szigeteki vizekbe történő kibocsátása, a nyilvántartások meghamisítása és a bírósági felügyeletbe való beavatkozás.

## Nevezetes korábbi hajók

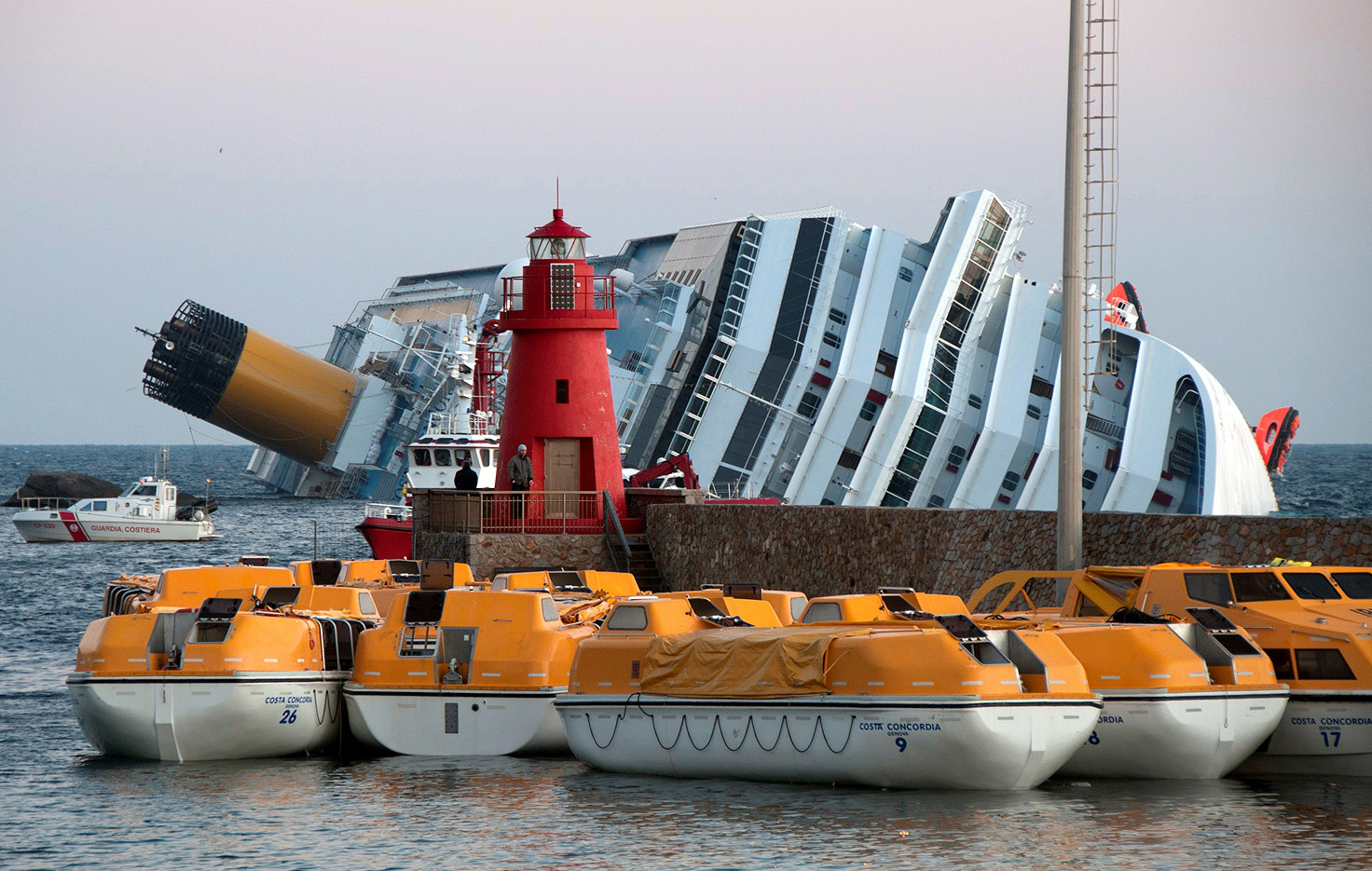
A Costa Concordia részben felborult

A Carnivalnak számos figyelemre méltó hajója volt a múltban, többek között:
- Pacific Princess (Princess Cruises) – Híressé vált arról, hogy szerepelt a The Love Boat című romantikus vígjáték-antológiasorozatban, és szinte minden epizódban szerepelt. 1975–2002 között a Princess Cruises hajója.[48]
- Queen Elizabeth 2 (Cunard Line) – A Cunard Line zászlóshajója volt, amikor a Carnival Corporation megvásárolta. 2008-ban eladták az Istithmar Worldnek[49]
- Rotterdam (Holland America Line) – A Holland America Line zászlóshajója 40 éve. 1997-ben eladták a Premier Cruises-nek, és átnevezték Rembrandt-ra. Jelenleg eredeti nevén úszó szállodaként és múzeumként működik Rotterdamban, Hollandiában.[50]
- Costa Concordia (Costa Cruises) – 2012-ben sziklának ütközött, és félig elsüllyedt az olaszországi Isola del Giglio partjainál.[51] 32 ember meghalt, míg 64 másik ember megsérült.[51]
- Adonia (Fathom és P&O Cruises) – Az első tengerjáró hajó, amely Kubába indult az Egyesült Államok szárazföldjéről, mióta az Egyesült Államok több mint 40 évvel ezelőtt embargót hozott Kuba ellen.[52] 2018-ban eladták az Azamara Club Cruisesnak, és átnevezték Azamara Pursuitra.[53]
- Oriana (P&O Cruises) – Az első tengerjáró hajó, amelyet az Egyesült Királyság piacára rendeltek.[54] 2019-ben eladták az Astro Oceannak, és átnevezték Piano Landre.[55]

## Fordítás
Ez a szócikk részben vagy egészben  a   Carnival Corporation & plc című angol Wikipédia-szócikk ezen változatának fordításán alapul.  Az eredeti cikk szerkesztőit annak laptörténete sorolja fel. Ez a jelzés csupán a megfogalmazás eredetét és a szerzői jogokat jelzi, nem szolgál a cikkben szereplő információk forrásmegjelöléseként.